# Irlande
Irlande es un municipio canadiense situado en la provincia de Quebec.

## Superficie
Irlande tiene una superficie de 109,85 km².

## Demografía
En 2021, tenía 897 habitantes, una densidad poblacional de 8,2 hab./km², y 435 viviendas.